# 松田康長
松田 康長（まつだ やすなが）は、戦国時代から安土桃山時代にかけての武将。後北条氏の家臣。主に奏者や奉行衆として政務に関わり、寺社関連や楽市制度などに携わった発給文書が残る。

## 生涯
後北条氏の家臣・松田康定（六郎左衛門、筑前守、頼貞）の長男として誕生。
永禄2年（1559年）の『北条氏所領役帳』に御馬廻衆として約700貫文を領しているのがみえる。天正10年（1582年）の神流川の戦いなどで武功を挙げ、天正15年（1587年）11月、豊臣氏との対戦に備えて山中城の構築にあたっている。天正17年（1589年）、豊臣秀吉の小田原征伐に際し、山中城主となった。康長は箱根ではなく足柄城や山中城で迎え撃つことを進言している。一方で豊臣方の大軍は補給が乏しいため、兵糧不足の理由により長い戦にならないであろうと語り、豊臣方の物流力を過小評価していた。
天正18年（1590年）、山中城に押し寄せた豊臣秀次らの率いる約7万の軍勢の攻撃に対し、奮戦したものの半日で城は落城し、城兵と共に戦死した。享年は54とされる（北条氏文書）。
子の直長は後に徳川氏に仕え、康長の子孫は旗本として存続した。